# Дета
Дета (рум. Deta) град је и локална самоуправа, која припада жупанији Тимиш у Републици Румунији. Насеље је значајно по присутној српској националној мањини у Румунији. Граду Дети припада и насеље Опатица.

## Положај насеља
Град Дета се налази у источном, румунском Банату, на 20 km удаљености од Србије и од граничног прелаза код Ватина. Кроз град води магистрални пут Београд - Темишвар. Град се налази на месту где равничарски део Баната прелази у заталасана побрежја.

## Историја
По царском ревизору Баната Ерлеру 1774. године Дета је била немачко насеље, са католичким манастиром. Припада Јаручком округу и Чаковачком дистрикту. Колонизоване Швабе под гувернером Мерсијем су у Дети насељени 1736. године. Били су то вредни пољопривредници, који су подигли добар расадник дудова за производњу свиле. Али догодио се рат 1737. године, током којег су банде Румуна све опљачкале, спалиле, уништиле. Католичка парохија је од 1767. године радом, довела до процвата тог места поред реке Тамиша. Fenies Elek је 1839. године описао Detta као коморски посед, на поштанској линији Темишвар-Вршац. У том немачком насељу постоје католичка парохијска црква за 954 верника, затим поштански биро, гостионица, лепих приватних кућа и много занатлија. Православних житеља је пописано 182. Држава је располагала приходом од 77 6/8 кметовских сесија.
По шематизму православног клира у Угарској 1846. године Дета је била парохијска филијала оближње Денте и у њој је тада 46 православних душа.
По државном попису клира из 1863. године у Дети је било 1737 становника. Католика беше 1584, а православаца само 29. У националном погледу Немци су били најбројнији, са 1615 душа, док је Срба било 10 а Румуна 28. Православни Дећани су чинили парохијску филијалу, и потпадали под оближњу Денту.
Године 1905. Дета је велика политичка општина и седиште истоименог среза; у духовном погледу је у Вршачком протопрезвирату. "Душепопечитељске дужности" врши парох из Денте. У месту је тада 3997 становника, од којих највише има Немаца (3210), док је православних Срба само 87 душа. Ту се налазе сва ПТТ инфраструктура и жељезничка станица.
Срби православци из околине су се половином 20. века почели насељавати у Дету, из које су се иселиле Швабе. Прво су ту 1936. године основали православно гробље. У изнајмљеној кући, свештеник је 1938. године служио над антиминсом, прву литургију. Комунистички режим је одложио планове да се подигне једна капела. Тек 1982. године формирана је српска православна црквена општина, која се почела спремати за градњу богомоље. Ова је у међувремену изнајмила лутеранску цркву, и уредила је 1997. године за извођење богослужења. У исто време је сачињен пројекат нове српске цркве, за коју је обезбеђено место у средишту села Дете.

## Становништво
По последњем попису из 2002. године град Дета имао је 5.786 становника. Последњих деценија број становништва расте.
Насеље је од давнина било вишенародно, а месни Срби су одувек били мањина. У доба комунизма насеље је урбанизовано, па је нагло расло науштрб околних села. Младо сеоско становништво се досељавало у град, па тако и Срби из околине. Данас је њихов број осетно мањи него пре 2 деценије, а слична судбина задесила је и немачку и мађарску заједницу у селу. Национални састав на појединим пописима био је следећи:
| Година пописа | 1910. год.    | 1992. год.    | 2002. год.    |
| Укупно ст.    | 4.203         | 6.489         | 5.786         |
| Срби          | 136 (3,2%)    | 461 (7,1%)    | 327 (5,7%)    |
| Румуни        | 337 (8,0%)    | 3.623 (55,8%) | 3.537 (61,1%) |
| Мађари        | 900 (21,4%)   | 1.404 (21,6%) | 1.147 (19,8%) |
| Немци         | 2.802 (66,7%) | 656 (10,1%)   | 392 (6,8%)    |
| остали        | 28 (0,7%)     | 345 (5,3%)    | 383 (6,6%)    |

## Партнерски градови
- Бордањ
- Чока